# Dieue-sur-Meuse
Dieue-sur-Meuse és un municipi francès situat al departament del Mosa i a la regió del Gran Est. L'any 2007 tenia 1.382 habitants.

## Demografia

### Població
El 2007 la població de fet de Dieue-sur-Meuse era de 1.382 persones. Hi havia 538 famílies, de les quals 129 eren unipersonals (48 homes vivint sols i 81 dones vivint soles), 158 parelles sense fills, 194 parelles amb fills i 57 famílies monoparentals amb fills.
La població ha evolucionat segons el següent gràfic:
Habitants censats

### Habitatges
El 2007 hi havia 600 habitatges, 545 eren l'habitatge principal de la família, 14 eren segones residències i 41 estaven desocupats. 527 eren cases i 65 eren apartaments. Dels 545 habitatges principals, 383 estaven ocupats pels seus propietaris, 148 estaven llogats i ocupats pels llogaters i 14 estaven cedits a títol gratuït; 12 tenien dues cambres, 38 en tenien tres, 139 en tenien quatre i 356 en tenien cinc o més. 444 habitatges disposaven pel capbaix d'una plaça de pàrquing. A 235 habitatges hi havia un automòbil i a 240 n'hi havia dos o més.

### Piràmide de població
La piràmide de població per edats i sexe el 2009 era:
| Homes | Edats   | Dones |
| ----- | ------- | ----- |
| 0     | 95 o +  | 0     |
| 0     | 90 a 94 | 4     |
| 4     | 85 a 89 | 4     |
| 4     | 80 a 84 | 20    |
| 20    | 75 a 79 | 28    |
| 48    | 70 a 74 | 48    |
| 32    | 65 a 69 | 32    |
| 24    | 60 a 64 | 20    |
| 12    | 55 a 59 | 16    |
| 64    | 50 a 54 | 56    |
| 52    | 45 a 49 | 56    |
| 32    | 40 a 44 | 76    |
| 64    | 35 a 39 | 64    |
| 44    | 30 a 34 | 56    |
| 40    | 25 a 29 | 24    |
| 20    | 20 a 24 | 24    |
| 64    | 15 a 19 | 56    |
| 68    | 10 a 14 | 84    |
| 52    | 5 a 9   | 52    |
| 20    | 0 a 4   | 24    |

## Economia
El 2007 la població en edat de treballar era de 878 persones, 641 eren actives i 237 eren inactives. De les 641 persones actives 598 estaven ocupades (330 homes i 268 dones) i 42 estaven aturades (22 homes i 20 dones). De les 237 persones inactives 60 estaven jubilades, 80 estaven estudiant i 97 estaven classificades com a «altres inactius».

### Ingressos
El 2009 a Dieue-sur-Meuse hi havia 566 unitats fiscals que integraven 1.421,5 persones, la mediana anual d'ingressos fiscals per persona era de 17.085 €.

### Activitats econòmiques
Dels 60 establiments que hi havia el 2007, 2 eren d'empreses extractives, 5 d'empreses alimentàries, 1 d'una empresa de fabricació d'altres productes industrials, 5 d'empreses de construcció, 7 d'empreses de comerç i reparació d'automòbils, 5 d'empreses de transport, 4 d'empreses d'hostatgeria i restauració, 1 d'una empresa financera, 3 d'empreses immobiliàries, 8 d'empreses de serveis, 14 d'entitats de l'administració pública i 5 d'empreses classificades com a «altres activitats de serveis».
Dels 10 establiments de servei als particulars que hi havia el 2009, 1 era una oficina d'administració d'Hisenda pública, 1 oficina de correu, 1 taller de reparació d'automòbils i de material agrícola, 1 paleta, 1 fusteria, 1 lampisteria, 3 perruqueries i 1 restaurant.
Dels 4 establiments comercials que hi havia el 2009, 1 era un hipermercat i 3 fleques.
L'any 2000 a Dieue-sur-Meuse hi havia 10 explotacions agrícoles.

## Equipaments sanitaris i escolars
El 2009 hi havia 1 farmàcia i 1 ambulància.
El 2009 hi havia 1 escola maternal i 1 escola elemental.

## Poblacions més properes
El següent diagrama mostra les poblacions més properes.